# Thuốc tại chỗ

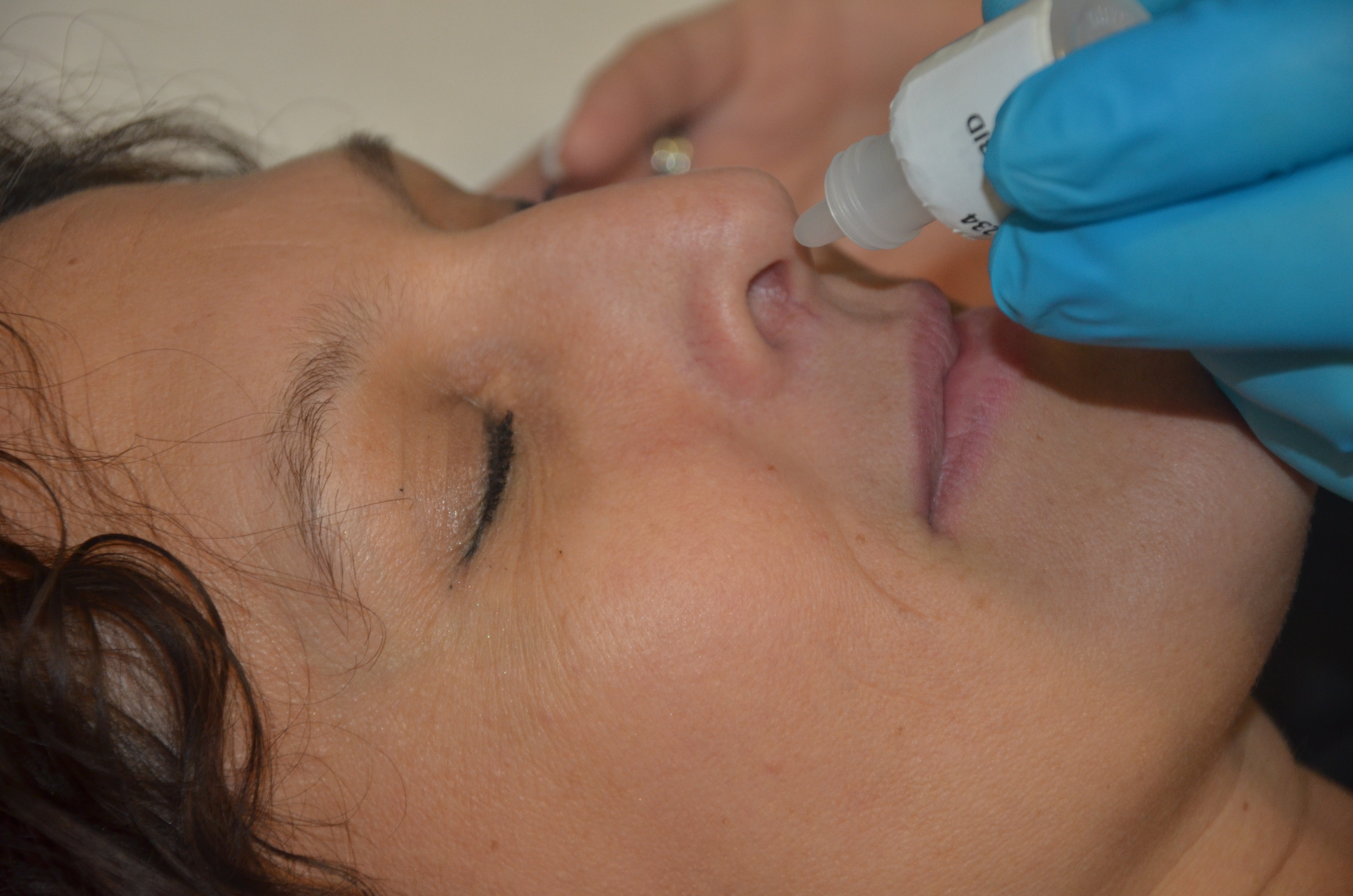
Một chuyên gia y tế sử dụng thuốc nhỏ mũi.

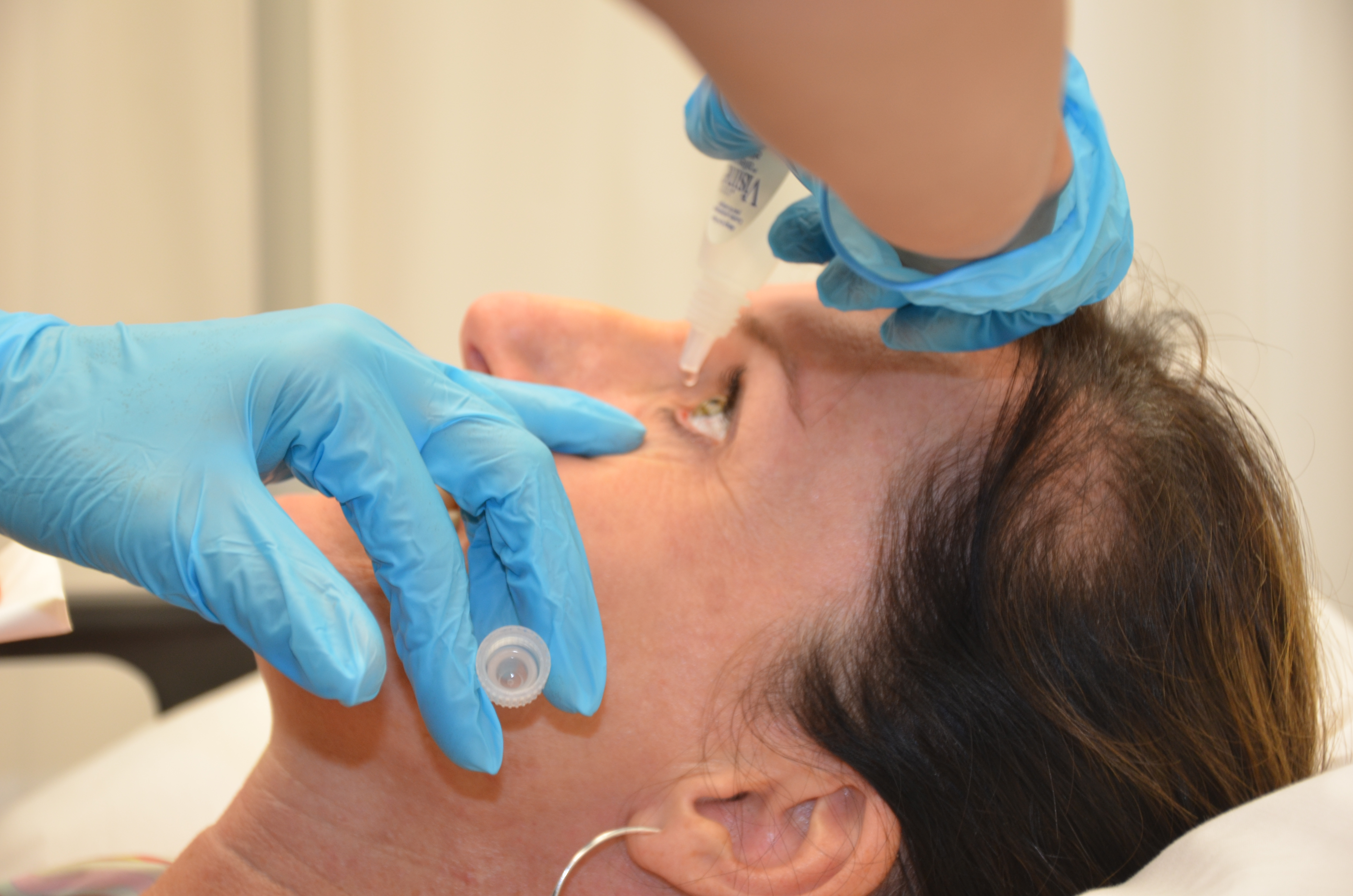
Thuốc nhỏ mắt

Thuốc tại chỗ là một loại thuốc được áp dụng cho một nơi cụ thể trên hoặc trong cơ thể. Thông thường nhất dùng tại chỗ có nghĩa là áp dụng cho các bề mặt cơ thể như da hoặc màng nhầy để điều trị bệnh thông qua một loạt các lớp học bao gồm kem, bọt, gel, sữa dưỡng thể và thuốc mỡ. Nhiều loại thuốc bôi ngoài da, có nghĩa là chúng được bôi trực tiếp lên da. Thuốc tại chỗ cũng có thể là thuốc hít, chẳng hạn như thuốc trị hen suyễn, hoặc bôi lên bề mặt của các mô khác ngoài da, như thuốc nhỏ mắt bôi lên kết mạc, hoặc thuốc nhỏ tai đưa vào tai, hoặc thuốc bôi lên bề mặt răng.

## Hiệu ứng tại chỗ so với hệ thống
Định nghĩa của đường đưa thuốc vào cơ thể tại chỗ đôi khi nói rằng cả vị trí ứng dụng và tác dụng dược lực học của chúng là cục bộ.

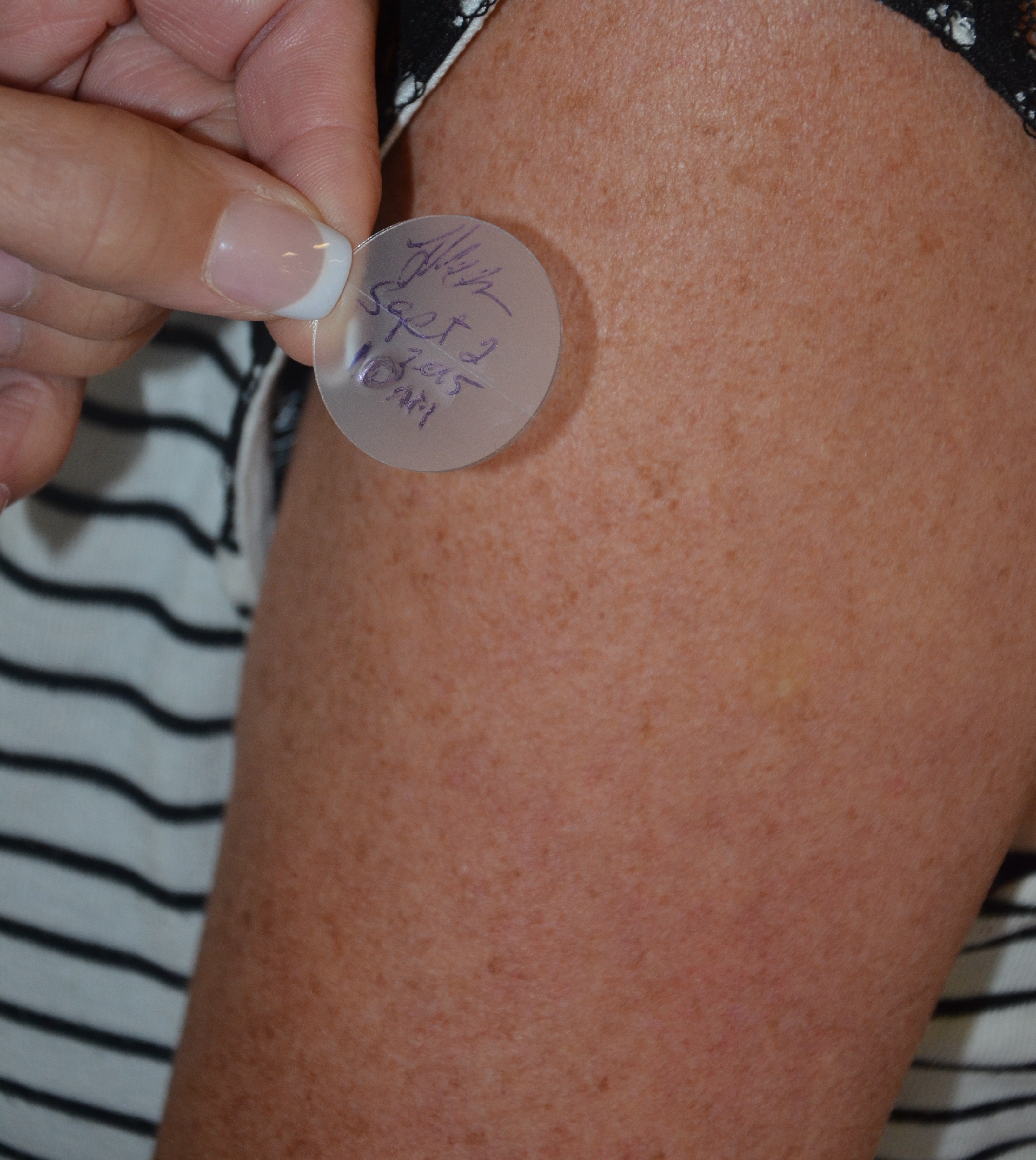
Một miếng dán xuyên da cung cấp thuốc được đưa vào da. Bản vá được dán nhãn thời gian và ngày thực hiện cũng như tên viết tắt của người thực hiện.

Trong các trường hợp khác, thuốc tại chỗ được định nghĩa là áp dụng cho một khu vực cục bộ của cơ thể hoặc trên bề mặt của một bộ phận cơ thể bất kể vị trí của hiệu ứng. Theo định nghĩa này, quản lý tại chỗ cũng bao gồm việc sử dụng xuyên da, trong đó chất này được sử dụng trên da nhưng được hấp thụ vào cơ thể để đạt được phân phối trên toàn thân. Các loại thuốc này thường là các hóa chất kỵ nước, chẳng hạn như hormone steroid. Các loại cụ thể bao gồm miếng dán xuyên da đã trở thành một phương tiện phổ biến để quản lý một số loại thuốc để ngừa thai, liệu pháp thay thế hormone và phòng ngừa say tàu xe. Một ví dụ về một loại kháng sinh có thể được bôi tại chỗ là chloramphenicol.
Nếu được xác định chính xác là chỉ dùng tác dụng tại chỗ, cách dùng tại chỗ cũng có thể bao gồm cả việc sử dụng thuốc đường ruột mà bị hấp thu kém qua đường tiêu hóa. Một loại kháng sinh kém hấp thu là vancomycin, được khuyên dùng bằng đường uống trong điều trị viêm đại tràng nặng do <i id="mwRA">Clostridium difficile</i>.